# Hyvinkää
Hyvinkää (finsky  ˈhyʋiŋkæː, švédsky Hyvinge) je město a zároveň také obec ve Finsku v provincii Uusimaa. Hyvinkää se odtrhla od ostatních obcí (Hausjärvi a Nurmijärvi) v roce 1917 a v roce 1960 získala statut města. Má 45 572 obyvatel a 336,76 km². Zhruba 95 % obyvatel má jako mateřský jazyk finštinu.
Nejznámější stavbou v Hyvinkää je moderní kostel postavený v roce 1961 finským architektem Aarnem Ruusuvuorim. V Hyvinkää se nachází také Finské železniční muzeum.

## Slavní rodáci
- Petja Piiroinen – snowboardista
- Peetu Piiroinen – snowboardista

## Partnerská města
- Eigersund, Norsko
- Kecskemét, Maďarsko
- Korsør, Dánsko
- Kostroma, Rusko
- Motala, Švédsko
- zemský okres Hersfeld-Rotenburg, Německo